# Малые Кибячи
Ма́лые Кибячи (тат. Кече Кибәче) — деревня в Сабинском районе Татарстана России. Входит в состав Большекибячинского сельского поселения.

## География
Деревня находится на левом берегу реки Нысе, притоке реки Мёша, и примыкает с северо-востока к центру сельсовета — селу Большие Кибячи. До районного центра — посёлка городского типа Богатые Сабы — 35 км на северо-запад. В 1,5 км на юг от деревни проходит дорога регионального значения Мамадыш — Тюлячи.

## История
Деревня известна с 1680 года. Также упоминается под названием «Салкын чишма» (студеный ключ).
В XVIII — первой половине XIX века жители имели статус государственных крестьян. 
В «Списке населенных мест по сведениям 1859 года», изданном в 1866 году, населённый пункт упомянут как казённая деревня Малые Кибячи 1-го стана Мамадышского уезда Казанской губернии. Располагалась при речке Ниссе, на Зюрейском торговом тракте, в 51 версте от уездного города Мамадыша и в 41 версте от становой квартиры во владельческом селе Кукморе (Таишевский Завод). В деревне, в 24 дворах жили 137 человек (69 мужчин и 68 женщин).
До 1920 года деревня входила в Абдинскую волость Мамадышского уезда Казанской губернии. С 1920 года — в составе Мамадышского кантона Татарской АССР, с 1930 года — в Сабинском районе.
В 1935 году в деревне был организован колхоз «Житэкче», который в 1950 году был объединён с колхозом села Большие Кибячи в колхоз «Дружба», а в 1960 году преобразован в совхоз «Икшурминский».  
В 1993 году в деревне началось строительство мечети «Фатих», начало работы мечети 2006 год построена на личные средства супружеской пары, уроженца деревни Фатихова Вакифа Фатиховича (1937 - 2020) и его супруги Фатиховой Лиры Вафиновны (1936- 2000).

## Население
В 2002 году население деревни — 214 жителей, преимущественно татары. На начало 2012 года — 204 человека.

## Современное положение
В деревне действует начальная общеобразовательная школа, сельский клуб, имеется мечеть. Жилой фонд представлен в основном индивидуальной застройкой, газифицирован и обеспечен централизованным водоснабжением.